# Yelena Líjovtseva
Yelena Líjovtseva  (en ruso: Еле́на Алекса́ндровна Ли́ховцева  /jelena 'lixɔvtseva/, Elena Likhovtseva según su transliteración al inglés; 8 de septiembre de 1975, Almaty, Kazajistán) es una extenista rusa del circuito profesional de la WTA que debutó profesionalmente en enero de 1992 a los 16 años.

## Biografía
Sus mejores resultados en los Grand Slam fueron las semifinales del Roland Garros del año 2005 donde perdió ante Mary Pierce por 6–1 y 6–1.
Pero lo más destacado de la carrera de Líjovtseva es la victoria junto con Mahesh Bhupathi del Torneo de Wimbledon de 2002 en los dobles mixtos y la victoria en la misma modalidad del Abierto de Australia en 2007 junto a Daniel Nestor. Además en esta categoría también ha sido finalista en el Abierto de Australia, en 2004, en el Roland Garros de 2003 y 2004 y en el Abierto de los Estados Unidos del año 2000 y del 2004.
Participó además en los Juegos Olímpicos de Atenas 2004 y ganó junto a Svetlana Kuznetsova la primera ronda pero perdieron en la segunda.

## Grand Slam
- Abierto de Australia
  - Finalista de dobles: 2004 (w/ Kuznetsova)
  - Finalista Dobles Mixtos: 2006 (w/ Nestor)
  - Campeona Dobles Mixtos: 2007 (w/ Nestor)

- Roland Garros
  - Finalista de dobles: 2004 (w/ Kuznetsova)
  - Finalista Dobles Mixtos: 2003 (w/ Bhupathi), 2006 (w/ Nestor)

- Wimbledon
  - Campeona Dobles Mixtos: 2002 (w/ Bhupathi)

- US Open
  - Finalista Dobles: 2000 (w/ Black), 2004 (w/ Kuznetsova)

## Grand Slam finales dobles mixtos (5)

### Victorias (2)
| Año  | Campeonato           | Compañero      | Rival                            | Marcador |
| 2002 | Torneo de Wimbledon  | Mahesh Bhupati | Daniela Hantuchová Kevin Ullyett | 6–2, 7–5 |
| 2007 | Abierto de Australia | Daniel Nestor  | Victoria Azarenka Max Mirnyi     | 6–4, 6–4 |

### Finalista (3)

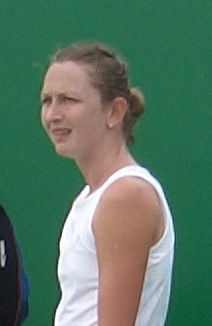
Yelena Líjovtseva durante el Abierto de Australia de 2006.

| Año  | Campeonato           | Compañero       | Rival                             | Marcador |
| 2003 | Roland Garros        | Mahesh Bhupathi | Lisa Raymond Mike Bryan           | 6–3, 6–4 |
| 2006 | Abierto de Australia | Daniel Nestor   | Martina Hingis Mahesh Bhupathi    | 6–3, 6–3 |
| 2006 | Roland Garros (2)    | Daniel Nestor   | Katarina Srebotnik Nenad Zimonjić | 6–3, 6–4 |

## Grand Slam Finales de dobles femeninas (4)

### Finales (4)
| Año  | Campeonato           | Compañera           | Rival                               | Marcador      |
| 2000 | US Open              | Cara Black          | Julie Halard-Decugis Ai Sugiyama    | 6–0, 1–6, 6–1 |
| 2004 | Abierto de Australia | Svetlana Kuznetsova | Virginia Ruano Pascual Paola Suárez | 6–4, 6–3      |
| 2004 | Roland Garros        | Svetlana Kuznetsova | Virginia Ruano Pascual Paola Suárez | 6–0, 6–3      |
| 2004 | U.S. Open 2          | Svetlana Kuznetsova | Virginia Ruano Pascual Paola Suárez | 6–4, 7–5      |

## Singles Titles (3)
| Nº | Fecha               | Torneo                       | Superficie | Rival            | Marcador       |
| 1. | 17 de octubre, 1993 | Montpellier, Francia         | Moqueta    | Dominique Monami | 6–3 6–4        |
| 2. | 5 de enero, 1997    | Gold Coast, Australia        | Dura       | Ai Sugiyama      | 3–6 7–6(7) 6–3 |
| 3. | 28 de agosto, 2004  | Forest Hills, Estados Unidos | Dura       | Iveta Benešová   | 6–3 6–2        |

## Títulos de dobles (27)
| Legend (Doubles)          |
| ------------------------- |
| Tier I (4)                |
| Tier II (10)              |
| Tier III (7)              |
| Tier IV (4)               |
| VS (2)                    |
| Títulos de Grand Slam (0) |
| WTA Tour Championship (0) |

| Nº  | Fecha                  | Torneo                      | Tier | Compañero           | Rival                                          | Marcador              |
| 1.  | 11 de enero, 1998      | Gold Coast, Australia       | III  | Ai Sugiyama         | Sung-Hee Park Shi-Ting Wang                    | 1–6, 6–3, 6–4         |
| 2.  | 1 de noviembre, 1998   | Luxemburgo                  | III  | Ai Sugiyama         | Larisa Neiland Elena Tatarkova                 | 6–7(3), 6–3, 2–0 ret. |
| 3.  | 8 de noviembre, 1998   | Leipzig, Alemania           | II   | Ai Sugiyama         | Manon Bollegraf Irina Spîrlea                  | 6–3, 6–7(2), 6–1      |
| 4.  | 15 de noviembre, 1998  | Filadelfia, Estados Unidos  | II   | Ai Sugiyama         | Monica Seles Natasha Zvereva                   | 7–5, 4–6, 6–2         |
| 5.  | 17 de enero, 1999      | Sídney, Australia           | II   | Ai Sugiyama         | Mary Joe Fernández Anke Huber                  | 6–3, 2–6, 6–0         |
| 6.  | 4 de abril, 1999       | Hilton Head, Estados Unidos | I    | Jana Novotná        | Barbara Schett Patty Schnyder                  | 6–1, 6–4              |
| 7.  | 23 de mayo, 1999       | Estrasburgo, Francia        | III  | Ai Sugiyama         | Alexandra Fusai Nathalie Tauziat               | 2–6, 7–6(6), 6–1      |
| 8.  | 14 de enero, 2001      | Hobart, Australia           | VS   | Cara Black          | Ruxandra Dragomir Virginia Ruano Pascual       | 6–4, 6–1              |
| 9.  | 6 de mayo, 2001        | Hamburgo, Alemania          | II   | Cara Black          | Kveta Peschke Barbara Rittner                  | 6–2, 4–6, 6–2         |
| 10. | 20 de mayo, 2001       | Roma, Italia                | I    | Cara Black          | Paola Suárez Patricia Tarabini                 | 6–1, 6–1              |
| 11. | 17 de junio, 2001      | Birmingham, Reino Unido     | III  | Cara Black          | Kimberly Po-Messerli Nathalie Tauziat          | 6–1, 6–2              |
| 12. | 5 de agosto, 2001      | San Diego, Estados Unidos   | II   | Cara Black          | Martina Hingis Anna Kournikova                 | 6–4, 1–6, 6–4         |
| 13. | 25 de agosto, 2001     | New Haven, Estados Unidos   | II   | Cara Black          | Jelena Dokić Nadia Petrova                     | 6–0, 3–6, 6–2         |
| 14. | 30 de septiembre, 2001 | Leipzig, Alemania           | II   | Nathalie Tauziat    | Kveta Peschke Barbara Rittner                  | 6–4, 6–2              |
| 15. | 7 de abril, 2002       | Sarasota, Estados Unidos    | IV   | Jelena Dokić        | Els Callens Conchita Martínez                  | 6–7(5), 6–3, 6–3      |
| 16. | 12 de enero, 2003      | Hobart, Australia           | VS   | Cara Black          | Barbara Schett Patricia Wartusch               | 7–5, 7–6(1)           |
| 17. | 9 de febrero, 2003     | Hyderabad, India            | IV   | Iroda Tulyaganova   | Evgenia Kulikovskaya Tatiana Poutchek          | 6–4, 6–4              |
| 18. | 10 de enero, 2004      | Gold Coast, Australia       | III  | Svetlana Kuznetsova | Liezel Huber Magdalena Maleeva                 | 6–3, 6–4              |
| 19. | 6 de marzo, 2004       | Doha, Catar                 | II   | Svetlana Kuznetsova | Janette Husárová Conchita Martínez             | 7–6(4), 6–2           |
| 20. | 31 de octubre, 2004    | Linz, Austria               | II   | Janette Husárová    | Nathalie Dechy Patty Schnyder                  | 6–2, 7–5              |
| 21. | 8 de enero, 2005       | Gold Coast, Australia       | III  | Magdalena Maleeva   | Maria Elena Camerin Silvia Farina Elia         | 6–3, 5–7, 6–1         |
| 22. | 6 de febrero, 2005     | Tokio, Japón                | I    | Janette Husárová    | Lindsay Davenport Corina Morariu               | 6–4, 6–3              |
| 23. | 8 de mayo, 2005        | Berlín, Alemania            | I    | Vera Zvonareva      | Cara Black Liezel Huber                        | 4–6, 6–4, 6–3         |
| 24. | 25 de septiembre, 2005 | Calcuta, India              | III  | Anastasiya Myskina  | Neha Uberoi Shikha Uberoi                      | 6–1, 6–0              |
| 25. | 7 de enero, 2006       | Auckland, Australia         | IV   | Vera Zvonareva      | Emilie Loit Barbora Zahlavova Strycova         | 6–3, 6–4              |
| 26. | 7 de mayo, 2006        | Varsovia, Polonia           | II   | Anastasiya Myskina  | Anabel Medina Garrigues Katarina Srebotnik     | 6–3, 6–4              |
| 27. | 13 de enero, 2007      | Hobart, Australia           | IV   | Yelena Vesnina      | Anabel Medina Garrigues Virginia Ruano Pascual | 2–6, 6–1, 6–2         |

## Historial
| Torneo                 | 1993  | 1994  | 1995  | 1996  | 1997  | 1998  | 1999  | 2000  | 2001  | 2002  | 2003  | 2004  | 2005  | 2006  | 2007  | 2008  | Carrera | V/D     |
| ---------------------- | ----- | ----- | ----- | ----- | ----- | ----- | ----- | ----- | ----- | ----- | ----- | ----- | ----- | ----- | ----- | ----- | ------- | ------- |
| Abierto de Australia   | A     | 3R    | 1R    | 4R    | 1R    | 3R    | 3R    | QF    | 1R    | 1R    | 1R    | 3R    | 3R    | 2R    | 1R    | A     | 0 / 14  | 18-14   |
| Roland Garros          | A     | A     | 2R    | 3R    | 2R    | 3R    | 3R    | 1R    | 1R    | 3R    | 1R    | 2R    | SF    | 1R    | 2R    |       | 0 / 13  | 17-13   |
| Torneo de Wimbledon    | A     | 1R    | 1R    | 4R    | 2R    | 3R    | 3R    | 2R    | 3R    | QF    | 2R    | 2R    | 4R    | 3R    | 2R    |       | 0 / 14  | 23-14   |
| U.S. Open              | 2R    | 4R    | 1R    | 3R    | 3R    | 1R    | 4R    | 3R    | 4R    | 2R    | 4R    | 1R    | 4R    | 3R    | 2R    |       | 0 / 15  | 26-15   |
| Grand Slam SR          | 0 / 1 | 0 / 3 | 0 / 4 | 0 / 4 | 0 / 4 | 0 / 4 | 0 / 4 | 0 / 4 | 0 / 4 | 0 / 4 | 0 / 4 | 0 / 4 | 0 / 4 | 0 / 4 | 0 / 4 | 0 / 0 | 0 / 56  | N/A     |
| Grand Slam V/D         | 1–1   | 5–3   | 1–4   | 10-4  | 4–4   | 6–4   | 9–4   | 7–4   | 5–4   | 7–4   | 4–4   | 4–4   | 13-4  | 5–4   | 3-4   | 0-0   | N/A     | 84-56   |
| WTA Tour Championships | A     | A     | A     | A     | A     | A     | 1R    | 1R    | A     | A     | A     | A     | A     | A     | A     |       | 0 / 2   | 0–2     |
| Doha                   | -     | -     | -     | -     | -     | -     | -     | -     | A     | A     | F     | 2R    | A     | 1R    | A     | 1R    | 0 / 1   | 0-1     |
| Indian Wells           | A     | 2R    | QF    | 2R    | 3R    | 1R    | 2R    | 4R    | 2R    | 3R    | 3R    | 2R    | 2R    | A     | 3R    | A     | 0 / 13  | 13-13   |
| Miami                  | A     | 2R    | 1R    | 2R    | 4R    | 3R    | 4R    | 4R    | 2R    | 2R    | 3R    | 3R    | 4R    | 3R    | 1R    | 1R    | 0 / 15  | 15-16   |
| Charleston             | A     | A     | A     | A     | 1R    | 2R    | QF    | 3R    | QF    | 2R    | 2R    | A     | 1R    | A     | A     |       | 0 / 8   | 11-8    |
| Berlín                 | A     | 1R    | 1R    | SF    | 1R    | 2R    | 3R    | A     | 1R    | 3R    | QF    | 2R    | 2R    | 1R    | 2R    |       | 0 / 13  | 15-13   |
| Roma                   | A     | A     | A     | A     | 3R    | 2R    | 1R    | 1R    | 3R    | 2R    | 1R    | 3R    | 1R    | 1R    | A     |       | 0 / 10  | 8-10    |
| San Diego              | QF    | 2R    | 2R    | 1R    | 1R    | 1R    | 1R    | 2R    | 1R    | 1R    | QF    | 3R    | 3R    | 1R    | A     | -     | 0 / 14  | 13-14   |
| Montreal/Toronto       | 1R    | 3R    | 1R    | 3R    | 1R    | 2R    | 3R    | 1R    | 2R    | 1R    | 2R    | F     | A     | A     | A     |       | 0 / 12  | 16-12   |
| Tokio                  | A     | A     | A     | A     | 1R    | 2R    | 2R    | A     | 2R    | 1R    | 2R    | 1R    | QF    | QF    | 2R    |       | 0 / 10  | 9-10    |
| Moscú                  | A     | QF    | QF    | A     | 1R    | 2R    | 1R    | 1R    | 1R    | A     | 1R    | 2R    | QF    | 2R    | A     |       | 0 / 11  | 9-11    |
| Zúrich                 | LQ    | A     | A     | A     | A     | A     | 1R    | 1R    | A     | A     | LQ    | A     | 1R    | A     | A     | -     | 0 / 5   | 4–5     |
| Torneos Jugados        | 14    | 19    | 17    | 22    | 25    | 29    | 32    | 29    | 26    | 28    | 29    | 25    | 22    | 20    | 18    | 4     | N/A     | 359     |
| Finales                | 1     | 0     | 1     | 0     | 1     | 0     | 1     | 1     | 0     | 0     | 1     | 2     | 0     | 0     | 0     | 0     | N/A     | 8       |
| Tournaments Won        | 1     | 0     | 0     | 0     | 1     | 0     | 0     | 0     | 0     | 0     | 0     | 1     | 0     | 0     | 0     | 0     | N/A     | 3       |
| Total V/D              | 38-13 | 20-19 | 17-17 | 30-22 | 24-25 | 35-29 | 37-32 | 31-29 | 25-26 | 27-28 | 29-29 | 28-24 | 30-22 | 16-20 | 16-18 | 0-4   | N/A     | 433-372 |
| Ranking anual          | 67    | 62    | 45    | 23    | 31    | 26    | 18    | 21    | 36    | 42    | 37    | 24    | 17    | 42    | 62    |       | N/A     | N/A     |

A = No participó en el torneo
LQ = Derrota en la clasificación

## Historial de dobles
| Torneo                  | 1994  | 1995  | 1996  | 1997  | 1998  | 1999  | 2000  | 2001  | 2002  | 2003  | 2004  | 2005  | 2006  | 2007  | Carrera SR | Carrera V/D |
| ----------------------- | ----- | ----- | ----- | ----- | ----- | ----- | ----- | ----- | ----- | ----- | ----- | ----- | ----- | ----- | ---------- | ----------- |
| Abierto de Australia    | 1R    | 1R    | 1R    | 1R    | QF    | 2R    | 3R    | 2R    | 1R    | 3R    | F     | 2R    | QF    | 1R    | 0 / 14     | 18-14       |
| Roland Garros           | A     | 2R    | 2R    | 3R    | 3R    | QF    | 1R    | 3R    | 3R    | SF    | F     | 3R    | 3R    | 1R    | 0 / 13     | 26-13       |
| Campeonato de Wimbledon | A     | 1R    | 2R    | 2R    | 3R    | 2R    | 1R    | 2R    | SF    | 3R    | QF    | QF    | 3R    | QF    | 0 / 13     | 23-13       |
| US Open                 | 1R    | 1R    | QF    | 3R    | A     | 1R    | F     | SF    | SF    | SF    | F     | 2R    | 3R    | 1R    | 0 / 13     | 30-13       |
| Grand Slam SR           | 0 / 2 | 0 / 4 | 0 / 4 | 0 / 4 | 0 / 3 | 0 / 4 | 0 / 4 | 0 / 4 | 0 / 4 | 0 / 4 | 0 / 4 | 0 / 4 | 0 / 4 | 0 / 4 | 0 / 53     | N/A         |
| Grand Slam V/D          | 0–2   | 1–4   | 5–4   | 5–4   | 7–3   | 5–4   | 8–4   | 8–4   | 10-4  | 12-4  | 18-4  | 7–4   | 9–4   | 2–4   | N/A        | 97-55       |
| WTA Tour Championships  | A     | A     | A     | QF    | QF    | QF    | F     | F     | SF    | SF    | SF    | A     | A     |       | 0 / 8      | 4–8         |